# Halo: Combat Evolved
Halo: Combat Evolved (também conhecido como Halo: CE, Halo 1, ou simplesmente de Halo) é um jogo eletrônico tiro em primeira pessoa e ficção científica militar desenvolvido pela Bungie e publicado pela Microsoft Game Studios. O primeiro jogo da franquia Halo, foi lançado em 15 de novembro de 2001 como um título de lançamento para o console Xbox, é considerado o "killer app" da plataforma. A Microsoft lançou versões do jogo para Windows e Mac OS X em 2003. O jogo foi posteriormente lançado como um Xbox Originals para download no Xbox 360. Halo se passa no século XXVI, onde o jogador assume o papel de Master Chief, um supersoldado ciberneticamente aprimorado. O jogador é acompanhado por Cortana, uma inteligência artificial que ocupa a interface neural de Master Chief. Os jogadores batalham com vários alienígenas à medida que tentam descobrir os segredos do epônimo Halo, um mundo artificial em forma de anel.
A Bungie começou o desenvolvimento do que viria a se tornar Halo em 1997. Inicialmente, o jogo era um jogo de estratégia em tempo real que se transformou em um jogo de tiro em terceira pessoa antes de se tornar um jogo de tiro em primeira pessoa. Durante o desenvolvimento, a Microsoft adquiriu a Bungie e transformou o jogo em um título de lançamento do seu novo console, o Xbox.
Halo foi um sucesso comercial e de crítica, aclamado como um dos melhores e mais importantes jogos de todos os tempos, e foi classificado pela IGN como o quarto melhor jogo de tiro em primeira pessoa de todos os tempos. O jogo foi elogiado por elementos como a sua história, a variedade de estratégias que os jogadores podem empregar e seu modo multijogador; no entanto, seu level design repetitivo foi criticado por alguns avaliadores. A popularidade do jogo levou a rótulos como "Halo clone" e "Halo killer", aplicados respectivamente a jogos semelhantes ou que seriam melhores do que ele. Sua sequência, Halo 2, foi lançada para o Xbox original em 2004, e o jogo gerou uma franquia multimídia de bilhões de dólares que incorpora jogos, livros, brinquedos e filmes. O jogo inspirou e foi usado na websérie Red vs. Blue criada por fãs, que é creditada como um dos primeiros grandes sucessos do machinima (a técnica de usar motores 3D em tempo real, muitas vezes de jogos eletrônicos, para criar filmes animados).
Mais de cinco milhões de cópias foram vendidas em todo o mundo até novembro de 2005. Um remake de alta definição, Halo: Combat Evolved Anniversary, foi lançado para o Xbox 360 no 10º aniversário do lançamento do jogo original. Anniversary foi relançado para o Xbox One como parte da Halo: The Master Chief Collection em 11 de novembro de 2014, em 3 de março de 2020 foi lançado um porte para Windows, também como parte da Halo: The Master Chief Collection.

## Jogabilidade

Master Chief atira em alguns Grunts com seu Rifle de Assalto MA5B. Munição, vida e o sensor de movimento podem ser vistos na tela.

Combat Evolved é um jogo de tiro no qual os jogadores experimentam a jogabilidade em um ambiente 3D quase inteiramente de uma visão em primeira pessoa (FPS). O jogador pode se mover e olhar para cima, para baixo, para a esquerda ou para a direita. O jogo apresenta veículos, desde jipes e tanques blindados à hovercraft e aeronaves alienígenas, muitas das quais podem ser controladas pelo jogador. O jogo muda para uma perspectiva de visão em terceira pessoa durante o uso do veículo para o piloto e operadores de armas; os passageiros mantém uma visão em primeira pessoa. O heads-up display do jogo inclui um "rastreador de movimento" que registra aliados em movimento, inimigos em movimento ou atirando, em um determinado raio do jogador.
O personagem do jogador é equipado com um escudo de energia que anula danos causados por disparos de armas e impactos fortes. A carga do escudo aparece como uma barra azul no canto do heads-up display do jogo, e ele recarrega automaticamente se nenhum dano é sofrido por um breve período. Quando o escudo está totalmente esgotado, o jogador se torna altamente vulnerável, e mais danos reduzem os pontos de vida do seu medidor de vida. Quando este medidor de vida chega a zero, o personagem morre e o jogo recarrega a partir do último ponto de controle salvo. A vida pode ser reabastecida através da coleta de pacotes de vida espalhados por todos os níveis do jogo, mas a introdução no jogo de um escudo se regenerando representou uma mudança nos jogos FPS da época.
O arsenal de Halo consiste de armas de ficção científica. O jogo foi elogiado por dar a cada uma das armas um propósito único, tornando assim cada uma delas útil em diferentes cenários. Por exemplo, armas de plasma precisam de tempo para esfriar, se disparadas muito rapidamente, mas não podem ser recarregadas e devem ser descartadas após o esgotamento de suas baterias, enquanto que as armas de fogo convencionais não superaquecem, mas requerem recarga e munição. Em contraste com os grandes estoques de armas de jogos contemporâneos de FPS, os jogadores de Halo podem carregar apenas duas armas ao mesmo tempo, exigindo uma estratégia de gerenciamento de armas de fogo.
Halo se afasta dos conceitos tradicionais de FPS por não forçar o personagem do jogador a colocar a arma de fogo no seu coldre antes de lançar granadas ou instrumentos contundentes corpo a corpo; em vez disso, ambos os ataques podem ser utilizados enquanto uma arma ainda está equipada, substituindo ou complementando o disparo de armas pequenas. O Master Chief também pode transportar até oito granadas ao mesmo tempo: quatro de fragmentação e quatro granadas de plasma. Assim como outras armas do jogo, estes dois tipos de granadas possuem diferenças; a granada de fragmentação rebate e detona rapidamente, enquanto que a granada de plasma gruda nos alvos antes de explodir.

### Combatentes
A principal força inimiga do jogo é o Covenant, um grupo de espécies alienígenas aliadas pela crença em uma religião comum. Suas forças incluem os Elites, ferozes guerreiros protegidos por escudos de energia recarregáveis semelhantes ao do jogador; Grunts, que são criaturas pequenas, comicamente covardes que são geralmente liderados por Elites em batalha, e muitas vezes fogem aterrorizados em vez de lutar, na ausência de um líder Elite; Jackals, originalmente piratas espaciais, que utilizam escudos de energia altamente resistente em um braço e um tipo de arma fogo pequena, no outro; e os Hunters, criaturas grandes e poderosas compostas de pequenas colônias semelhantes a vermes, com grossas placas de blindagem que cobrem a maior parte de seus corpos e um grande canhão que dispara tiros explosivos de plasma verde.
Um inimigo secundário é o Flood, uma forma de vida alienígena parasitária que aparece em três variantes principais. Forma de infecção, a verdadeira forma do Flood, são seres frágeis que causam pouco dano individualmente, mas costumam andar em bandos de várias dezenas com o objetivo de infectar suas presas. Forma de Combate, resultam de seres humanos e Elites Covenant que sucumbiram às formas de infecção e têm corpos horrivelmente deformados como resultado. Forma de suporte inchados são o resultado da idade ou uma Forma de Combate não usada e serviram como incubadoras de novas formas de infecção; quando feridos ou perto de uma vítima em potencial, eles explodem para danificar outras formas de vida próximas e para libertar os seus esporos, perpetuando assim o ciclo de vida do Flood.
Lutando contra o Flood, Covenants, e as forças humanas são os Sentinels: drones robóticos projetados por uma raça extinta chamada de Forerunners. Sentinels são capazes de pairar em torno de espaços fechados e produzir um escudo de energia em caso de ataque. Eles não têm durabilidade, mas usam armas de feixe de laser potentes e são imunes à infecção do Flood.
A inteligência artificial em Halo foi recebida favoravelmente. Inimigos se escondem e usam armas de fogo e granadas. Alguns inimigos recuam quando seus superiores são mortos. O jogador é muitas vezes ajudado pelo Comando Espacial das Nações Unidas (UNSC), que oferecem apoio terrestre, como veículo com torre de metralhadora e soldados armados.

### Multijogador
Um modo de tela dividida permite que dois jogadores joguem cooperativamente através do modo campanha de Halo. O jogo também inclui cinco modos multijogador competitivos personalizáveis para 2 a 16 jogadores; até 4 jogadores podem jogar em tela dividida em um Xbox, e outros jogadores podem participar utilizando um recurso de "System Link", que permite que até 4 consoles Xbox serem conectados juntos em uma rede local. Halo carece de bots artificialmente inteligentes, e foi lançado antes do lançamento do serviço multijogador online Xbox Live; portanto um grupo de LAN é necessário para alcançar o limite de 16 jogadores, uma configuração que foi a primeira vez feita para um jogo de console, mas muitas vezes foi considerado impraticável pelos críticos. Além dessa limitação, os componentes do modo multijogador de Halo foram geralmente bem recebidos pela crítica, e é amplamente considerado um dos melhores jogos multijogador de todos os tempos.
Embora a versão Xbox de Halo não tenha suporte oficial para multijogador online, software de terceiros permitem o tunelamento que fornece maneiras não oficiais de contornar essa limitação. Os portes para Windows e Macintosh dão suporte ao multijogador online com partidas envolvendo até 16 jogadores e incluem mapas multijogador que não existem na versão original de Xbox. No entanto, o modo cooperativo foi removido dos portes, porque exigiria grandes quantidades de recodificação para implementar. Em abril de 2014, foi anunciado que os servidores e matchmaking da GameSpy, em que continha Halo, seriam fechados em 31 de maio do mesmo ano. Uma equipe de fãs e funcionários da Bungie anunciaram que iriam produzir um patch para o jogo para manter seus servidores multijogador online. O patch foi lançado em 16 de maio de 2014.

### Halo: Custom Edition
Em 15 de março de 2004, Gearbox Software lançou Halo: Custom Edition para Windows, o que permitiu aos jogadores usar mapas feitos sob medida e modificações no jogo, através do Halo Editing Kit desenvolvido pela Bungie. Halo: Custom Edition é somente multijogador, e requer uma cópia original de Halo para PC para instalar.

## Sinopse

### Cenário
Halo: Combat Evolved ocorre em um universo de ficção científica criado pela Bungie Studios. De acordo com a história, a realização de viagens mais rápido do que a luz permitiu a raça humana colonizar outros planetas após a superpopulação da Terra. A pedra fundamental desses esforços é o planeta Reach, um estaleiro naval interestelar e um centro de atividades científicas e militares. O Comando Espacial das Nações Unidas (UNSC) desenvolve um programa secreto, apelidado de Projeto SPARTAN, para criar "supersoldados" melhorados conhecidos como Spartans. 27 anos antes do início do jogo, um coletivo tecnologicamente avançado de raças alienígenas, os Covenant, começam a atacar os assentamentos humanos, declarando a humanidade como uma afronta a seus deuses. O Comando Espacial das Nações Unidas sofre uma série de derrotas esmagadoras; embora os supersoldados do Projeto SPARTAN-II sejam eficazes contra os Covenant, eles são insuficientes em números para virar a maré da guerra.
Para preparar uma missão para explorar a localização do planeta natal dos Covenant, os soldados do SPARTAN-II são treinados em Reach. Dois dias antes da missão começar, as forças Covenant atacam Reach e destroem a colônia. A nave estelar, Pillar of Autumn, sobrevive ao ataque com Master Chief do SPARTAN-II a bordo. A nave inicia um salto slipspace (semelhante ao hiperespaço), com a esperança de levar o inimigo para longe da Terra. O jogo começa com a Pillar of Autumn encontrando um Halo.
Halo é um enorme, mundo artificial em forma de anel, que (de acordo com a Bungie Studios) tem um diâmetro de 10.000 km. Halo fica em um ponto de Lagrange entre um planeta e sua lua. A força centrífuga criada pela rotação do mundo fornece gravidade ao anel.

### Personagens
O personagem do jogador é o Master Chief Petty Officer John-117, é um dos poucos supersoldados sobreviventes do projeto SPARTAN-II, e o personagem principal da história. Acompanhando o Master Chief é a Cortana uma inteligência artificial feminina, que reside em um implante neural ligado a sua armadura de batalha, de codinome MJOLNIR Mark V. O capitão Jacob Keyes da Pillar of Autumn, é também um personagem importante, junto com o sargento Avery Junior Johnson como um personagem de apoio. Desempenhando um papel antagônico principalmente em eventos do jogo está 343 Guilty Spark, uma inteligência artificial excêntrica responsável pelo acompanhamento e manutenção dos sistemas de Halo.

### Enredo
O jogo inicia com o Pillar of Autumn indo em direção a uma estação espacial misteriosa em forma de anel, chamada de "Halo", fugindo do inimigo do jogo, os Covenant. Um ataque da frota Covenant danifica fortemente o Pillar of Autumn. Capitão Keyes inicia "O Protocolo Cole'', um processo destinado para impedir que os Covenant localizem a Terra. Enquanto que Keyes se prepara para pousar a nave em Halo, Master Chief e Cortana escapam através de uma cápsula de fuga, que desembarca por acidente no anel. Cortana e o Master Chief são os únicos da cápsula de fuga que sobrevivem ao impacto.
Keyes sobrevive ao pouso forçado da Pillar of Autumn, mas é capturado pelos Covenant. No segundo nível, reunimos os sobreviventes de outras cápsulas. No terceiro nível, Master Chief e Cortana se reúnem com sobreviventes humanos para resgatar o capitão Keyes, que está preso a bordo da nave Covenant Truth and Reconciliation. Uma vez resgatado, Keyes ordena que Master Chief vá ao centro de controle do Halo para descobrir o propósito da estrutura monumental. Master Chief e Cortana vão para uma sala de mapas chamado de Silent Cartographer, que os leva para a sala de controle. Cortana infiltra-se nos sistemas de controle e, ao descobri informações importante, envia Master Chief para reencontrar o capitão Keyes, enquanto ela fica para trás. Enquanto procurava por seu comandante, Master Chief descobre que os Covenant acidentalmente libertaram o Flood, uma raça parasita alienígena. Keyes é emboscado pelo Flood e infectado por ele. A liberação do Flood força a inteligência artificial de Halo, 343 Guilty Spark, a recrutar Master Chief para recuperar o Index, dispositivo que irá ativar as funções do Halo e evitar que o Flood se espalhe para além das instalações, condenando o universo.
Depois que o Master Chief obtém e se prepara para utilizar o Index, Cortana reaparece e o avisa para não o ativar. Ela descobriu que o sistema de defesa de Halo é uma arma projetada para matar toda a vida na Galáxia, com o objetivo de inibir o Flood para sempre, uma revelação que 343 Guilty Spark confirma.
Confrontado com esta informação, Master Chief e Cortana decidem destruir Halo para evitar a sua ativação. Enquanto lutam contra o Flood, os Covenant, e os Sentinels do 343 Guilty Spark, Cortana decide utilizar o sistema de autodestruição da Pillar of Autumn a fim de destruir o Halo no processo. No entanto, a autorização do capitão Keyes é necessária para ativar a função, forçando o Master Chief e Cortana a retornar à Truth and Reconciliation agora infestada pelo Flood, para procurá-lo. No momento em que eles encontram Keyes, já severamente infectado pelo Flood, Master Chief recupera os implantes neurais de Keyes diretamente de seu cérebro. De volta a Pillar of Autumn, Cortana ativa a sequência de autodestruição da nave. No entanto, 343 Guilty Spark reaparece e desativa a contagem regressiva, descobrindo o registro da história humana no processo. Master Chief é forçado a desestabilizar manualmente os reatores de fusão da Pillar of Autumn, ocasionando a destruição tanto da nave quanto do anel gigantesco, Master Chief e Cortana escapam da explosão embarcando em uma nave de escape, com o conhecimento da existência de diversos outros Halos através da Galáxia.

### Dubladores
- Steve Downes como o Master Chief
- Jen Taylor como Cortana
- Pete Stacker como Capitão Keyes
- David Scully como Avery Johnson
- Tim Dadabo como 343 Guilty Spark
- Tawnya Pettiford-Wates como Foehammer
- Chris Wicklund como Sdo. Jenkins
- Mike Madeoy como Sdo. Bisenti
- Mark Dias como Sdo. Mendoza
- Andrew McKaige como Sdo. Chipps Dubbo

## Desenvolvimento

A primeira imagem oficial de Halo.

Em 21 de julho de 1999, durante a Macworld Conference & Expo, Steve Jobs anunciou que Halo seria lançado para Mac OS e Windows simultaneamente. Antes desse anúncio público, os jornalistas da indústria de jogos sob um acordo de não divulgação haviam visualizado o jogo em uma exibição privada durante a E3 1999, e ficaram alegadamente espantados. A Bungie Studios declarou mais tarde uma versão de desenvolvimento, mesmo antes do jogo estar centrado na estratégia em tempo real e era "basicamente Myth em um universo sci-fi".
Na E3 2000, o primeiro trailer de Halo foi bem recebido. A versão mostrada era bastante diferente daquela que foi exibida anteriormente, marcando a primeira grande reforma no desenvolvimento do jogo. Neste ponto, Halo era um jogo de ação em terceira pessoa, em que um acidente com uma nave de transporte caindo em um mundo misterioso em forma de anel que orbita uma estrela. As primeiras versões dos aliens Covenant aparecem em grande número e saqueando o que podem, e a guerra estoura entre eles e os humanos. Incapaz de se igualar a raça alienígena tecnologicamente avançada, os humanos no mundo em forma de anel recorrem à tática de guerrilha. Esta versão do jogo apresentava uma fauna específica do Halo, que foi posteriormente abandonada por causa das dificuldades de design e à diminuição das criaturas para uma "aparição surpresa dos Flood".
Como os boatos haviam previsto, a Microsoft anunciou em 19 de junho de 2000 que tinha adquirido a Bungie Studios. Halo se tornou um jogo exclusivo para o Xbox da Microsoft, e a Bungie Studios reescreveu o motor do jogo, que modificou a sua aparência e o transformou em um jogo de tiro em primeira pessoa. Originalmente um elemento-chave, o componente multijogador online do jogo foi abandonado porque o Xbox Live não estaria pronto no momento do lançamento de Halo. Enquanto uma demonstração jogável do jogo na Gamestock 2001 foi bem recebida, críticos tiveram reações diversas à sua exposição na E3 2001. O jogo foi lançado na América do Norte em simultâneo com o Xbox, em 15 de novembro de 2001; o subtítulo "Combat Evolved" foi uma adição de marketing da Microsoft, que sentiram que Halo sozinho não era um título descritivo o suficiente para competir com outros jogos de temática militar.
Em 12 de julho de 2002, um porte de Halo para Windows foi anunciado que estava em desenvolvimento pela Gearbox Software. Sua exibição na E3 2003 foi recebida positivamente por alguns críticos, com ceticismo por outros. Foi lançado em 30 de setembro de 2003, e incluiu suporte para multijogador online e contou com gráficos mais nítidos, mas teve problemas de compatibilidade que causavam um mau desempenho. Halo mais tarde foi lançado para Mac OS X em 11 de dezembro de 2003. Em 4 de dezembro de 2007, o jogo ficou disponível para Xbox 360 via download no Xbox Live Marketplace.

### Trilha sonora
A trilha sonora de Halo foi criada pelo diretor de áudio da Bungie, Martin O'Donnell, e recebeu elogios entusiasmados de muitos críticos. O'Donnell afirmou que seu objetivo era oferecer "um sentimento de importância, peso e sentido de 'antigo'". Ele projetou a música de modo que "pode ser dissimulado e remisturado, de tal maneira que daria a [ele] múltiplos laços, permutáveis que poderiam ser recombinados aleatoriamente, de modo a manter a peça interessante, bem como um comprimento variável". O desenvolvimento envolveu a criação de "setores médios alternativos que poderiam ser transferidos para o o jogo para tal mudança (ou seja, mais ou menos intenso)".
O'Donnell observou que ele "estava sentado com os designers de níveis e 'viu' o nível como se fosse um filme, com o conhecimento de que a música teria que ser maleável e não estático.... [O] designer de nível iria me dizer o que esperava um jogador que se sentiria em determinados pontos ou depois da realização de determinadas tarefas". Com base nessas informações, O'Donnell vai "voltar e desenvolver sugestões de músicas apropriadas, em seguida, ter o script pronto com as sugestões para o nível, e então teríamos que jogar com ele para ver se ela funcionou como desejado". Ele explicou que o uso da música em Halo é escasso, porque ele acredita que a "[música] é melhor usada em um jogo para acelerar o estado emocional do jogador e que funciona melhor quando usado menos", e que "[se] a música é jogada constantemente tende a se tornar papel de parede sonoro e perde o seu impacto quando for necessário para melhorar verdadeiramente algum componente dramático do jogo".

## Recepção

### Crítica
Em seu lançamento Halo quebrou recordes de vendas; até 8 de abril de 2002, um pouco menos de cinco meses após seu lançamento, um milhão de unidades foram vendidas: esse ritmo foi mais rápido do que qualquer jogo anterior de console de sexta geração. Durante os dois meses seguintes do lançamento de Halo, o jogo vendeu junto com mais de 50% dos consoles Xbox. Preço de varejo de Halo permaneceu em US$ 49.99, até 30 de novembro de 2003. Em 14 de julho de 2003, o jogo vendeu três milhões de cópias em todo o mundo, e até 28 de janeiro de 2004, atingiu quatro milhões de cópias. A partir de 9 de novembro de 2005, Halo já havia vendido mais de cinco milhões de cópias em todo o mundo.
Halo foi aclamado pela crítica e no Metacritic recebeu uma pontuação global de 97 de 100 com base em opiniões de 68 críticos profissionais. A revisão de Ste Curran para a Edge elogiou o jogo como "o mais importante jogo de lançamento para qualquer console, sempre" e comentou: "GoldenEye 007 era o padrão em combate multijogador de console. Agora foi superado". A GameSpot afirmou que o "jogo single-player de Halo vale a pena pegar por um Xbox", concluindo: "Este não é apenas o melhor dos jogos de lançamento do Xbox, mas é facilmente um dos melhores shooters de todos os tempos, em qualquer plataforma." A IGN comentou algo semelhante e deu cinco estrelas, classificou o jogo como triplo A". Entre os aspectos específicos que os revisores elogiaram foram o equilíbrio das armas, os veículos, e a inteligência artificial dos inimigos.
O jogo recebeu numerosos prêmios de Jogo do Ano, incluindo os da Academy of Interactive Arts & Sciences, Electronic Gaming Monthly, Edge e IGN. A British Academy of Film and Television Arts premiou Halo como "Melhor Jogo de Console", e a Rolling Stone apresentou com seu prêmio de "Melhor Trilha Sonora Original". De acordo com a Xbox.com, o jogo recebeu um total de 48 prêmios.
Embora a recepção global de Halo foi muito positiva, o jogo recebeu críticas pelo seu nível de design. A GameSpy, comentou: "você vai andando por inúmeros corredores e salas de controle e todas parecem exatamente a mesma, lutando contra grupos de inimigos com aparência idêntica de novo e de novo e de novo...é simplesmente frustrante ver um jogo com essas sequências inovadoras com muita frequência que degradam este tipo de jogo de ação repetitiva e sem sentido". Da mesma forma, um artigo do Studies.org sobre o jogo comentou: "Na última parte do jogo, os cenários contam com repetição e quantidade ao invés de inovação e qualidade". O Eurogamer concluiu: "Halo é muito mais que um jogo de duas metades. A primeira metade é rápido, emocionante, muito bem desenhado e constantemente cheio de surpresas. A segunda metade é enfeitada com reviravoltas e ótimas cinemáticas, mas deixam uma pintura repetitiva de inúmeros níveis de design". Halo foi lançado antes do lançamento do Xbox Live, bem como a falta do multijogador online e bots para simular jogadores humanos foi criticado pelo GameSpy; em 2003 o GameSpy incluiu Halo em uma lista de "Os 25 Melhores e Mais Superestimados Jogos de Todos os Tempos".
Halo para PC recebeu reações mistas e recebeu uma pontuação de 83% no Metacritic. O GameSpot afirmou que era "ainda um jogo de ação incrível... [e] um verdadeiro clássico", lhe atribuiu 9.0 de 10. Recebeu uma pontuação de 8.2 de 10 do IGN, que afirmou: "Se você já jogou o jogo no Xbox, não há muito para você aqui." O Eurogamer chamou o jogo de "uma oportunidade perdida", mas afirmou que o componente multijogador online foi "uma enorme tração... para os veteranos de Halo".

### Legado
De acordo com o GameSpot, o Halo inovou com "inúmeras inovações sutis por inúmeros outros jogos desde então". O jogo é frequentemente citado como a principal razão para o sucesso do Xbox, e começou o que é comumente considerado como a principal franquia do sistema. O designer de jogos Vox Day creditou o jogo com o uso de ambientes de ficção científica que seguiu Half-Life se abstendo de níveis estáticos com uma semelhança com calabouços, e com o gênero FPS herdado de Akalabeth. Day escreveu ainda que Halo estimulou uma tendência sustentada de muitos outros jogos FPS de console. Em julho de 2006, a Next-Gen.biz publicou um artigo e estimou que Halo como o segundo maior jogo eletrônico do século XXI em geração de receita nos Estados Unidos, atrás apenas de Grand Theft Auto: Vice City. A popularidade do jogo provocou o uso de termos como "Halo clone" e "Halo killer". O motor de Halo foi usado no jogo Stubbs the Zombie in Rebel Without a Pulse.

## Adaptações
A história em torno de Halo: Combat Evolved foi adaptada em romances, o primeiro deles sendo Halo: The Fall of Reach, uma pré-sequência. Publicado em outubro de 2001, este romance foi escrito por Eric Nylund, que o completou em sete semanas. O romance tornou-se um best-seller da Publishers Weekly, com quase 200,000 cópias vendidas. O romance seguinte, intitulado Halo: The Flood, está relacionado a Halo: Combat Evolved, descrevendo não somente as experiências de Master Chief, mas também de outros personagens na Instalação 04. Escrito por William C. Dietz, este romance apareceu entre os best-sellers da Publishers Weekly durante maio de 2003. Nylund voltou para escrever o terceiro romance, Halo: First Strike, que se passa entre os eventos de Halo: Combat Evolved e os de Halo 2. Escrito em 16 semanas, foi publicado em dezembro de 2003. Romances posteriores, Halo: Ghosts of Onyx (escrito por Nylund e lançado em 31 de outubro de 2006) e Halo: Contact Harvest, por Joseph Staten, expandiram ainda mais a história de Halo. Mais recentemente, uma coleção de novas histórias em Halo: Evolutions e o primeiro livro da série de precursores de Greg Bear, Halo: Cryptum, foram lançados para detalhar as histórias. Dois livros adicionais, Halo: Glasslands, escrito por Karen Traviss, o primeiro em uma nova série pós-Halo 3, e o segundo livro da série de precursores de Greg Bear, intitulado Halo: Primordium, serão lançados num futuro próximo.
Outra adaptação é o The Halo Graphic Novel, uma coleção de quatro contos lançada pela Marvel Comics em julho de 2006. Foi escrita e ilustrada por Lee Hammock, Jay Faerber, Tsutomu Nihei, Brett Lewis, Simon Bisley, Ed Lee e Jean Giraud. A Bungie considera as adaptações de Halo como cânone. A Marvel subsequentemente lançou a minissérie de quatro edições Halo: Uprising, escrita por Brian Michael Bendis e ilustrada por Alex Maleev, sendo lançada em agosto de 2007. Halo Wars: Genesis, um romance gráfico que apresenta arte de Graeme Devine e Eric Nylund, foi incluído em Halo Wars: Limited Edition em março de 2009. A Marvel então publicou Halo: Helljumper, uma minissérie de cinco edições escrita por Peter David e ilustrada por Eric Nguyen, que foi lançada em julho de 2009. Adicionalmente, Halo: Blood Line e Halo: Fall of Reach foram lançados, sendo este último uma releitura em quadrinhos do romance Halo: The Fall of Reach, sendo lançados em 2010 e 2011, respectivamente.

### Remake
Durante a conferência de imprensa da Microsoft na E3 2011, foi revelado que Halo: Combat Evolved seria refeito pela 343 Industries com um motor de jogo da própria empresa e incluiria conquistas, terminais e caveiras. Foi lançado para Xbox 360 em 15 de novembro de 2011. A data de lançamento marca o décimo aniversário do lançamento de Combat Evolved. A versão remasterizada do jogo original inclui modo online e funcionalidade cooperativa. O remake também é o primeiro jogo da franquia Halo a incluir suporte ao Kinect. O jogo é uma mistura de dois motores de jogo - o motor original, criado pela Bungie, e um novo motor, criado pela 343 em conjunto com a Saber, que é responsável pela versão com gráficos atualizados -, e o jogador tem a possibilidade de alterar entre a versão atualizada e a clássica do jogo em qualquer momento. O jogo também é o primeiro da franquia a incluir suporte a televisões 3D; contudo, esta funcionalidade só está disponível no modo com gráficos atualizados.